# Episodi di Blue Bloods (quinta stagione)
La quinta stagione della serie televisiva Blue Bloods è stata trasmessa in prima visione assoluta negli Stati Uniti d'America da CBS dal 26 settembre 2014 al 1º maggio 2015.
In Italia la stagione è trasmessa in prima visione in chiaro da Rai 2 dal 19 gennaio 2015. In Svizzera la stagione ha invece debuttato su RSI LA2 il 5 aprile 2015; dal 26 luglio all'11 ottobre dello stesso anno, l'emittente elvetica ha trasmesso la stagione in prima visione assoluta in italiano a partire dal dodicesimo episodio.
| nº | Titolo originale          | Titolo italiano            | Prima TV USA      | Prima TV in italiano |
| -- | ------------------------- | -------------------------- | ----------------- | -------------------- |
| 1  | Partners                  | Colleghi                   | 26 settembre 2014 | 19 gennaio 2015      |
| 2  | Forgive and Forget        | Perdona e dimentica        | 3 ottobre 2014    | 26 gennaio 2015      |
| 3  | Burning Bridges           | Discriminazioni            | 10 ottobre 2014   | 2 febbraio 2015      |
| 4  | Excessive Force           | La giusta pietà            | 17 ottobre 2014   | 9 febbraio 2015      |
| 5  | Loose Lips                | Lingue lunghe              | 24 ottobre 2014   | 17 febbraio 2015     |
| 6  | Most Wanted               | Antichi rivali             | 31 ottobre 2014   | 23 febbraio 2015     |
| 7  | Shoot the Messenger       | Spara al messaggero        | 7 novembre 2014   | 24 febbraio 2015     |
| 8  | Power of the Press        | Il potere della stampa     | 21 novembre 2014  | 9 marzo 2015         |
| 9  | Under the Gun             | Sotto tiro                 | 12 dicembre 2014  | 16 marzo 2015        |
| 10 | Sins of the Father        | Le colpe dei padri         | 2 gennaio 2015    | 23 marzo 2015        |
| 11 | Baggage                   | Fardelli                   | 9 gennaio 2015    | 30 marzo 2015        |
| 12 | Home Sweet Home           | Casa dolce casa            | 16 gennaio 2015   | 26 luglio 2015       |
| 13 | Love Stories              | Primo amore                | 30 gennaio 2015   | 2 agosto 2015        |
| 14 | The Poor Door             | La porta dei poveri        | 6 febbraio 2015   | 9 agosto 2015        |
| 15 | Power Players             | Giochi di potere           | 13 febbraio 2015  | 16 agosto 2015       |
| 16 | In the Box                | Altruismo                  | 20 febbraio 2015  | 23 agosto 2015       |
| 17 | Occupational Hazard       | Beneficio del dubbio       | 6 marzo 2015      | 30 agosto 2015       |
| 18 | Bad Company               | Cattive compagnie          | 13 marzo 2015     | 6 settembre 2015     |
| 19 | Through The Looking Glass | Nel paese delle meraviglie | 3 aprile 2015     | 20 settembre 2015    |
| 20 | Payback                   | Scambio di favori          | 10 aprile 2015    | 27 settembre 2015    |
| 21 | New Rules                 | Nuove regole               | 24 aprile 2015    | 4 ottobre 2015       |
| 22 | The Art of War            | L'arte della guerra        | 1º maggio 2015    | 11 ottobre 2015      |